# Michail Chrjukin
Michail Georgievič Chrjukin (in russo Михаил Георгиевич Хрюкин?; Voronež, 11 luglio 1955) è un ex nuotatore sovietico, dal 1992 russo.

## Carriera
Vinse la medaglia d'argento nei 100m rana alla prima edizione dei campionati mondiali, a Belgrado nel 1973.

## Palmares

### Competizioni internazionali
- Mondiali

Belgrado 1973: argento nel 100m rana.